# Powiat Kielecki
Der Powiat Kielecki ist ein Powiat (Kreis) in der polnischen Woiwodschaft Heiligkreuz. Der Powiat hat eine Fläche von 2247,5 Quadratkilometern, auf der etwa 209.000 Einwohner leben.

## Gemeinden
Der Powiat umfasst neunzehn Gemeinden, davon zehn Stadt-und-Land-Gemeinden und neun Landgemeinden.

### Stadt-und-Land-Gemeinden
- Bodzentyn
- Chęciny
- Chmielnik
- Daleszyce
- Łagów
- Łopuszno
- Morawica
- Nowa Słupia
- Piekoszów
- Pierzchnica

### Landgemeinden
- Bieliny
- Górno
- Masłów
- Miedziana Góra
- Mniów
- Nowiny
- Raków
- Strawczyn
- Zagnańsk